# Landkreis Asch

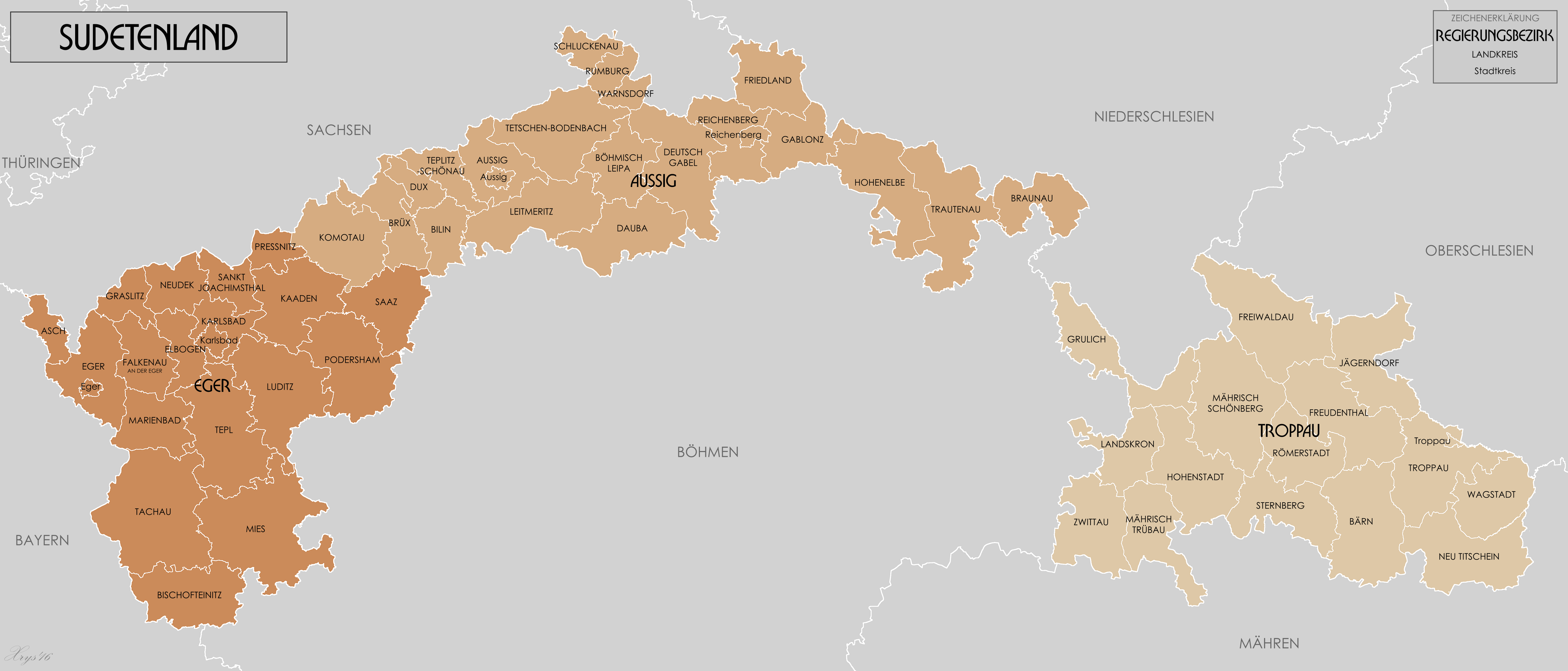
Verwaltungskarte des Reichsgaus Sudetenland

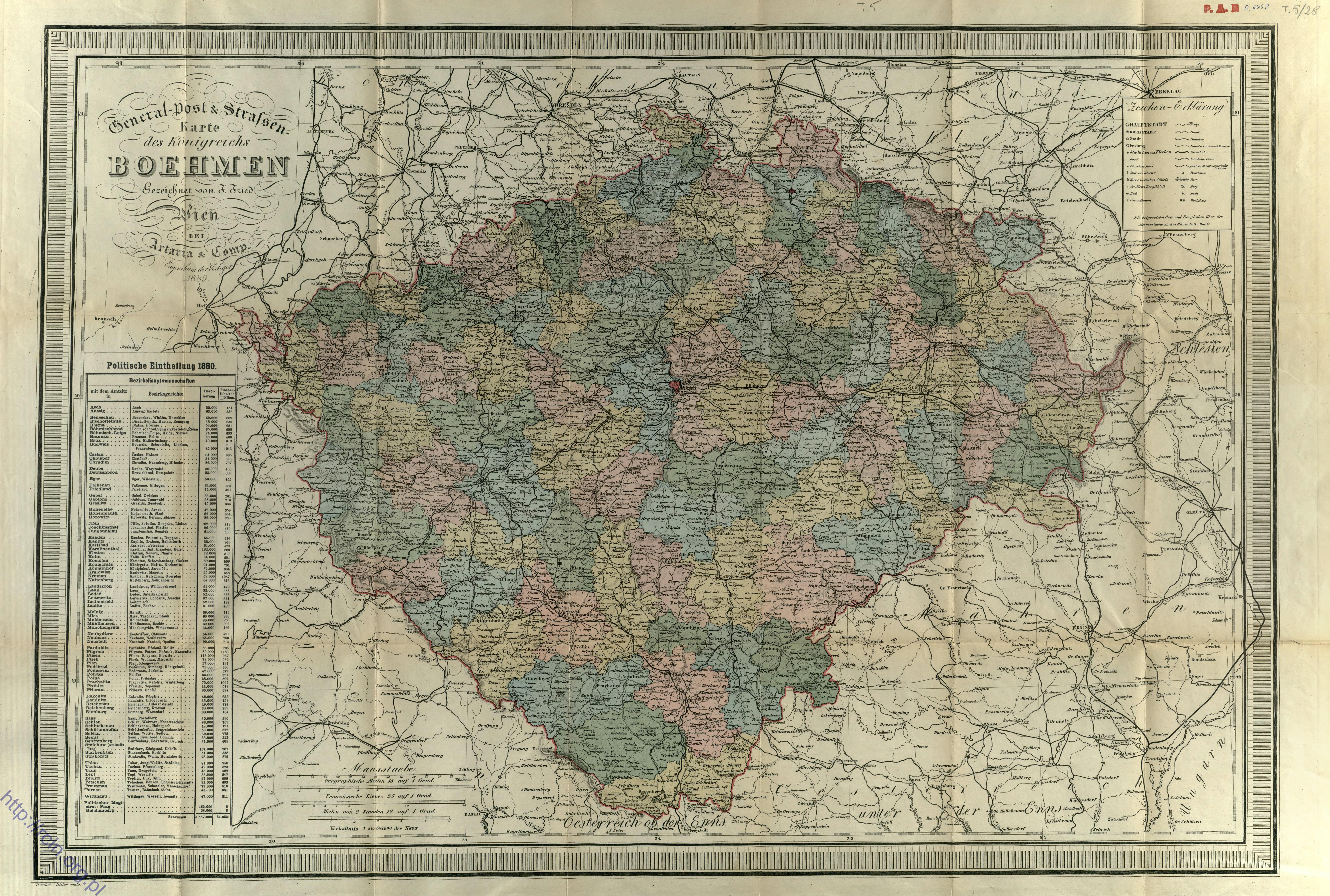
Bezirkshauptmannschaften des Königreichs Böhmen (1880)

Der deutsche Landkreis Asch bestand in der Zeit zwischen 1938 und 1945 im Reichsgau Sudetenland. Er umfasste am 1. Januar 1945
- die Stadt Asch,
- den Markt Roßbach und
- 20 weitere Gemeinden.

Das Gebiet des Landkreises Asch hatte am 1. Dezember 1930 44.998 Einwohner und am 17. Mai 1939 44.690. Am 22. Mai 1947, nach der Vertreibung der deutschen Bevölkerungsmehrheit, wurden nur noch 19.582 Bewohner gezählt.

## Verwaltungsgeschichte

### Tschechoslowakei / Deutsche Besatzung
Etwa 1868 wurde das Königreich Böhmen in zunächst 89, später 104 Bezirkshauptmannschaften neu gegliedert. Auf der Karte von 1880 ist die Bezirkshauptmannschaft mit Sitz in Asch mit einer Fläche von 154 km² und mit einer Bevölkerung 32.000 vermerkt. In der Ottův slovník naučný 1893 sind 143,86 km² 34.264 Einwohner nachgewiesen.
Vom 31. Oktober 1918 bis zum Münchner Abkommen vom 29. September 1938 gehörte der politische Bezirk Aš zur Tschechoslowakei.
In der Zeit vom 1. bis 10. Oktober 1938 besetzten deutsche Truppen das Sudetenland. Der politische Bezirk Aš trug fortan die frühere deutsch-österreichische Bezeichnung Asch. Er umfasste den Gerichtsbezirk Asch. Seit dem 20. November 1938 führte der politische Bezirk Asch die Bezeichnung „Landkreis“. Er unterstand bis zu diesem Tage dem Oberbefehlshaber des Heeres, Generaloberst Walther von Brauchitsch, als Militärverwaltungschef.

### Deutsches Reich
Am 21. November 1938 wurde das Gebiet des Landkreises Asch förmlich in das Deutsche Reich eingegliedert und kam zum Verwaltungsbezirk der Sudetendeutschen Gebiete unter dem Reichskommissar Konrad Henlein. Sitz der Kreisverwaltung wurde die Stadt Asch.
Ab dem 15. April 1939 galt das Gesetz über den Aufbau der Verwaltung im Reichsgau Sudetenland (Sudetengaugesetz). Danach kam der Landkreis Asch zum Reichsgau Sudetenland und wurde dem neuen Regierungsbezirk Eger mit dem Sitz des Regierungspräsidenten in Karlsbad zugeteilt.
Zum 1. Mai 1939 wurde eine Neugliederung der teilweise zerschnittenen Kreise im Sudetenland verfügt. Danach blieb der Landkreis Asch in seinen bisherigen Grenzen erhalten. Bei diesem Zustand blieb es bis zum Ende des Zweiten Weltkriegs.
Seit 1945 gehörte das Gebiet bis zu ihrer Auflösung zur Tschechoslowakei. Heute ist es ein Teil der Tschechischen Republik.

## Landräte
- 1938–1939: Kurt Monglowsky
- 1939–1945: Richard Manner

## Kommunalverfassung
Bereits am Tag vor der förmlichen Eingliederung in das Deutsche Reich, nämlich am 20. November 1938, wurden alle Gemeinden der Deutschen Gemeindeordnung vom 30. Januar 1935 unterstellt, welche die Durchsetzung des Führerprinzips auf Gemeindeebene vorsah. Es galten fortan die im bisherigen Reichsgebiet üblichen Bezeichnungen, nämlich statt:
- Ortsgemeinde: Gemeinde,
- Marktgemeinde: Markt,
- Stadtgemeinde: Stadt,
- Politischer Bezirk: Landkreis.

## Ortsnamen
Es galten die bisherigen Ortsnamen weiter, und zwar in der deutsch-österreichischen Fassung von 1918.

## Städte und Gemeinden
- Asch*
- Friedersreuth
- Gottmannsgrün
- Grün*
- Haslau
- Himmelreich*
- Hirschfeld
- Krugsreuth*
- Lindau
- Mähring
- Nassengrub*
- Neuberg
- Neuenbrand*
- Niederreuth*
- Oberreuth*
- Rommersreuth
- Roßbach
- Schildern
- Schönbach
- Steingrün
- Thonbrunn
- Wernersreuth*

* heute Stadtteil von Asch